# Territoire indigène Sai Cinza
 (août 2022).

Croquis de la rivière Tapajos
16. Territoire indigène de Sai Cinza

Le territoire indigène Sai Cinza (en portugais : Terra Indígena Sai Cinza) est un territoire indigène de l'État du Pará, au Brésil. Un projet de barrage sur la rivière Tapajós est en attente car il inonderait une partie du territoire, et la constitution n'autorise pas les projets qui forceraient la relocalisation des peuples autochtones.

## Emplacement
Le territoire indigène Sai Cinza se trouve dans la municipalité de Jacareacanga, au Pará. Il a une superficie de 126000 hectares. Il jouxte le territoire indigène de Mundurucu au sud. La partie occidentale du territoire est délimitée par la rivière Tapajós au nord. À l'est, le territoire comprend des terres de part et d'autre de la rivière. La réserve se trouve entièrement dans le bassin de Tapajós et le biome amazonien. La végétation est composée à 82,69% de forêt tropicale dense et à 17,31% de contact savane-forêt tropicale.

## Histoire
Le territoire indigène Sai Cinza a été déclaré par le décret 94.604 du 14 juillet 1987. Il a été approuvé par le décret 393 du 26 décembre 1991.
Le réservoir du projet de barrage de Chacorão sur la rivière Tapajós affecterait les peuples indigènes Munduruku, Kayabí et Apiacá. En 2010, Eletronorte n'avait pas demandé d'enregistrement auprès de l'Agence nationale de l'électricité pour lancer des études de faisabilité pour la centrale hydroélectrique de Chacorão, car le barrage inonderait des parties des territoires indigènes Mundurucu et Sai Cinza. Un porte-parole a déclaré que sans un décret pour réglementer la constitution, il n'y avait aucun moyen d'entreprendre des projets dans les territoires autochtones.

## Populations

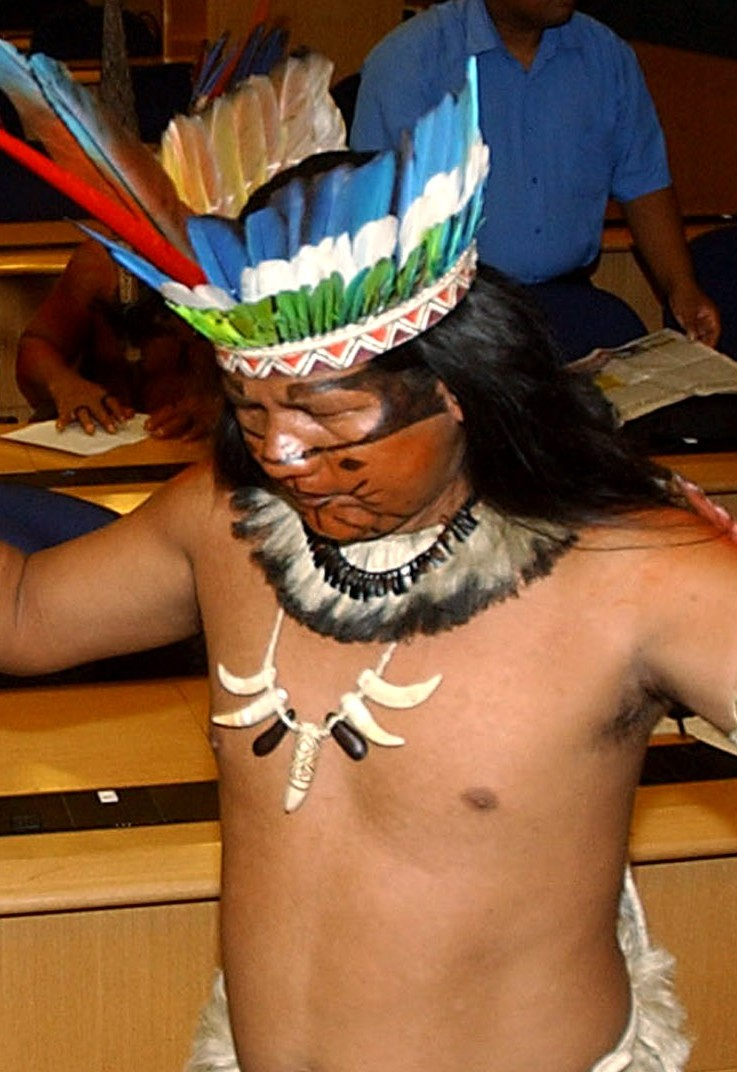
Chef Munduruku

Le territoire est habité par le peuple Munduruku. La population estimée était de 529 en 1990, passant à 1 022 en 2000 et à 1 739 en 2013. L'État est représenté sur le territoire par la Fondation nationale de l'Indien (Funai). Il y a une mission d'évangélisation de l'Assemblée de Dieu et une mission de la Convention baptiste brésilienne. Il existe 13 concessions minières dans la région.